# Kristin Kreuk
Kristin Laura Kreuk, född 30 december 1982 i Vancouver i British Columbia i Kanada, är en kanadensisk skådespelare.
Hennes far Peter Kreuk är av nederländsk härkomst, och hennes mor Deanna Che är av kinesisk härkomst, men är född i Indonesien.
Kreuk har bland annat medverkat i den kanadensiska TV-serien Edgemont och i den amerikanska TV-serien Smallville där hon spelar Clark Kents kärlek Lana Lang.

## Filmografi
| År        | Projekt                               | Roll               | Övrigt    |
| 2001      | Snövit                                | Snövit             | TV-film   |
| 2001–2003 | Edgemont                              | Laurel Yeung       | TV-serie  |
| 2001–2010 | Smallville                            | Lana Lang          | TV-serie  |
| 2004      | Eurotrip                              | Fiona              | Cameo     |
| 2004      | Legend of Earthsea                    | Tenar              | Miniserie |
| 2006      | Dream Princess                        | Prinsessa          | Kort film |
| 2007      | Partition                             | Naseem Khan        | Film      |
| 2009      | Street Fighter: The Legend of Chun-Li | Chun-Li            | Film      |
| 2009      | Chuck                                 | Hanna              | Serie     |
| 2011      | Ecstasy                               | Heather Thompson   | TV-film   |
| 2011      | Vampire                               | Maria Lucas        | Film      |
| 2012      | Space Milkshake                       | Tilda              | Film      |
| 2012–2016 | Skönheten och odjuret                 | Catherine Chandler | Serie     |
| 2017      | The Emissary                          | The Emissary       | Kortfilm  |
| 2018-2021 | Burden of truth                       | Johanna Hangley    | Serie     |